# Pocomoke City
Pocomoke City is een plaats (city) in de Amerikaanse staat Maryland, en valt bestuurlijk gezien onder Worcester County.

## Demografie
Bij de volkstelling in 2000 werd het aantal inwoners vastgesteld op 4098.
In 2006 is het aantal inwoners door het United States Census Bureau geschat op 3897, een daling van 201 (-4.9%).

## Geografie
Volgens het United States Census Bureau beslaat de plaats een oppervlakte van
8,5 km², waarvan 7,9 km² land en 0,6 km² water. Pocomoke City ligt op ongeveer 2 m boven zeeniveau.

## Plaatsen in de nabije omgeving
De onderstaande figuur toont nabijgelegen plaatsen in een straal van 20 km rond Pocomoke City.